# Categoria grammaticale
Una categoria grammaticale è "ogni classe di opzioni grammaticali complementari e omogenee". Tale omogeneità è definita dalla essenzialità di alcune fondamentali esperienze cognitive dell'uomo, quali la distinzione tra i generi maschile, femminile e neutro; la collocazione di un dato evento nel tempo e l'eventuale indicazione della sua durata; l'indicazione della numerosità di determinati oggetti (unicità o molteplicità).
Sono dunque categorie grammaticali genere, numero, persona, tempo, modo/modalità, aspetto, diatesi, caso.